# Rangers Football Club 1998-1999

## Stagione
- In Scottish Premier League i Rangers si classificano al primo posto (77 punti) e vincono per la 48ª volta il campionato.
- In Scottish Cup battono in finale il Celtic e vincono per la 28ª volta la coppa.
- In Scottish League Cup battono in finale il St. Johnstone e vincono per la 21ª volta la coppa.
- In Coppa UEFA dopo aver eliminato gli irlandesi dello Shelbourne, i greci del PAOK, gli israeliani del Beitar Gerusalemme e i tedeschi del Bayer Leverkusen, vengono eliminati al terzo turno dagli italiani del Parma (2-4 complessivo).

## Maglie e sponsor
| Casa | Trasferta |

## Rosa
| N. |                        | Ruolo | Calciatore               |
| -- | ---------------------- | ----- | ------------------------ |
| 1  | Francia (bandiera)     | P     | Lionel Charbonnier       |
| 2  | Italia (bandiera)      | D     | Sergio Porrini           |
| 3  | Italia (bandiera)      | D     | Lorenzo Amoruso          |
| 4  | Romania (bandiera)     | D     | Daniel Prodan            |
| 5  | Paesi Bassi (bandiera) | D     | Arthur Numan             |
| 6  | Scozia (bandiera)      | C     | Barry Ferguson           |
| 7  | Russia (bandiera)      | C     | Andrei Kanchelskis       |
| 8  | Paesi Bassi (bandiera) | C     | Giovanni van Bronckhorst |
| 9  | Scozia (bandiera)      | A     | Gordon Durie             |
| 10 | Argentina (bandiera)   | A     | Gabriel Amato            |
| 11 | Germania (bandiera)    | C     | Jörg Albertz             |
| 12 | Svezia (bandiera)      | D     | Jonas Thern              |
| 13 | Finlandia (bandiera)   | P     | Antti Niemi              |
| 14 | Scozia (bandiera)      | C     | Ian Ferguson             |
| 15 | Francia (bandiera)     | A     | Stéphane Guivarc'h       |
| 16 | Inghilterra (bandiera) | A     | Rod Wallace              |

| N. |                             | Ruolo | Calciatore         |
| -- | --------------------------- | ----- | ------------------ |
| 17 | Scozia (bandiera)           | D     | Derek McInnes      |
| 18 | Scozia (bandiera)           | C     | Neil McCann        |
| 19 | Germania (bandiera)         | P     | Stefan Klos        |
| 20 | Finlandia (bandiera)        | A     | Jonatan Johansson  |
| 21 | Norvegia (bandiera)         | D     | Ståle Stensaas     |
| 22 | Scozia (bandiera)           | D     | Scott Wilson       |
| 23 | Scozia (bandiera)           | A     | David Graham       |
| 24 | Scozia (bandiera)           | C     | Barry Nicholson    |
| 25 | Australia (bandiera)        | D     | Tony Vidmar        |
| 27 | Scozia (bandiera)           | C     | Charlie Miller     |
| 28 | Italia (bandiera)           | D     | Luigi Riccio       |
| 29 | Cile (bandiera)             | A     | Sebastian Rozental |
| 31 | Irlanda del Nord (bandiera) | A     | Lee Feeney         |
| 35 | Scozia (bandiera)           | D     | Colin Hendry       |
| 38 | Australia (bandiera)        | D     | Craig Moore        |
| 40 | Stati Uniti (bandiera)      | C     | Claudio Reyna      |